# Ana de Montenegro
Ana de Montenegro (18 de agosto de 1874 - 22 de abril de 1971) foi a sétima criança e sexta filha do rei Nicolau I de Montenegro e da sua esposa, Milena Vukotić.

## Família e juventude

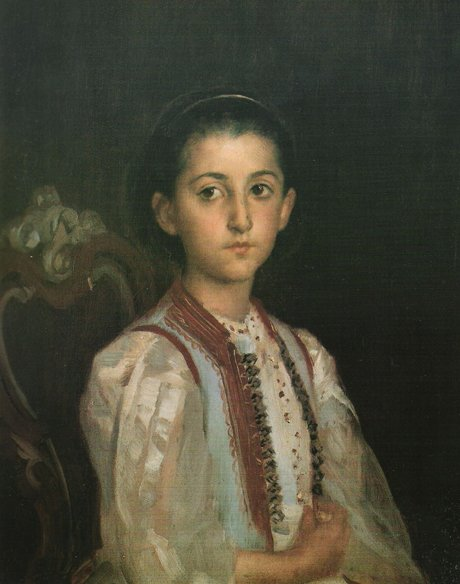
Ana durante a infância

No dia 28 de agosto de 1910, Nicolau tornou-se rei.
As irmãs de Ana ficaram muito conhecidas por terem conseguido casamentos com figuras reais poderosas, fazendo com que o seu pai passasse a ser conhecido, tal como o rei Cristiano IX da Dinamarca antes de si, como o "sogro da Europa". Uma fonte declarou que estes casamentos vantajosos "fizeram mais por Montenegro do que todos os feitos corajosos dos guerreiros desta nação."  As suas irmãs Milica, Anastásia e Helena fizeram casamentos importantes dentro das famílias reais da Rússia e da Itália, respectivamente. Tal como as suas irmãs, Ana foi educada na Rússia ao custo da família imperial russa e, na altura do seu casamento, o seu dote foi pago pelo imperador russo.

## Casamento

### Origens
Ana conheceu o príncipe Francisco José de Battenberg em Cimiez, na França, onde este era convidado da rainha Vitória que estava de visita e Ana estava a visitar a sua irmã, a princesa Milica do Montenegro e o cunhado, o grão-duque Pedro Nikolaevich da Rússia. Em La Turbie, um pequeno grupo de pessoas que incluía a rainha Vitória, a princesa Alice de Battenberg, o príncipe Francisco José e a princesa Ana, entre outros, foram dar um passeio juntos. Enquanto o grupo entrou numa cabina para ver uma cãmara escura, Ana e Francisco afastaram-se. Pouco depois, o irmão de Francisco, Luís de Battenberg, anunciou o noivado com a princesa Ana.
A família Battenberg era um ramo da família ducal de Hesse-Darmstadt que tinha tido origem num casamento morganático e, apesar de ter um estatuto mais baixo do que outra realeza, tinha laços fortes com a família real do Reino Unido, uma vez que o príncipe Henrique se tinha casado com a princesa Beatriz do Reino Unido, filha mais nova da rainha Vitória. Os Battenberg também eram conhecidos pela sua beleza, charme e, talvez mais importante de tudo, a sua falta de controvérsia política que os ajudou a encontrar parceiros reais.

### Cerimónia
Ana e Francisco tiveram autorização da rainha Vitória e da corte russa para se casarem. As cerimónias, uma protestante e uma ortodoxa, aconteceram no dia 18 de maio de 1897 em Montenegro na presença da família inteira.
Francisco era coronel da cavalaria búlgara onde o seu irmão Alexandre tinha sido soberano até 1886. Francisco era adorado não só pela rainha Vitória, mas também pelo czar Nicolau II da Rússia e pela sua esposa Alexandra Feodorovna. Diz-se que Nicolau deu um dote de um milhão de rublos a Ana. Esta relação próxima com o czar russo vinha provavelmente do facto de duas das irmãs de Ana (Milica e Anastásia) serem casadas, respectivamente, com o grão-duque Pedro Nikolaevich e com Jorge Maximilianovich, 6.º duque de Leuchtenberg.

## Vida
Diz-se que Ana era "invulgarmente bonita", animada e alta enquanto Francisco era bonito, amável, alto e bem-educado. Apesar do casal nunca ter conseguido ter filhos, tiveram um casamento feliz. Ana e Francisco eram muito populares nas suas famílias.
No mesmo ano em que se casaram, houve rumores de que Francisco tinha sido escolhido para ser governador-geral da turbulenta ilha de Creta, partilhada entre a Turquia e a Grécia.
Antes da Primeira Guerra Mundial, Ana e o marido passavam muito tempo na casa Prinnz Emils Garten em Darmstadt, mas assim que a guerra começou, foram aconselhados pelo tio de Francisco, Ernesto Luís, Grão-Duque de Hesse, a ficar longe da Alemanha. Quando a Itália se juntou á guerra, Ana e Francisco passaram a ser exilados permanentes e acabaram por assentar na Suíça onde Francisco tinha estudado. O casal nunca teve muito dinheiro, mas neste período as suas finanças estavam piores do que nunca.
Ao longo da sua vida, Ana escreveu e publicou um grande número de composições musicais de forma anónima que tiveram bastante sucesso comercial. O dinheiro que estas geraram foi um importante fonte de rendimento para o casal. Enquanto estava a trabalhar numa ópera em 1899, Ana teve um longo encontro com o famoso compositor italiano Pietro Mascagni onde lhe pediu conselhos musicais. Foi a sua irmã, Helena, rainha da Itália, que conseguiu marcar o encontro.

## Morte
Francisco morreu no dia 31 de julho de 1924 em Territet, perto de Montreux, na Suíça. Apesar de nunca o ter conhecido, a sua sobrinha Edwina Mountbatten tinha-lhe enviado uma pensão durante a sua vida e continuou a fazê-lo com a sua viúva, enviando dinheiro a Ana até à sua própria morte em 1960.
Quando a família real britânica erradicou os títulos alemães em 1917, os Battenberg passaram a ser conhecidos por Mountbatten, com a excepção de Francisco e Ana. Ana continuou a usar o nome Battenberg até à sua morte, ultrapassando todos os outros membros da casa real. Ana morreu no dia 22 de abril de 1971 em Montreux, na Suíça. Durante vários anos foi a princesa mais velha da Europa.

## Títulos e estilos
- 18 de agosto de 1874 - 18 de maio de 1897: Sua Alteza a princesa Ana Petrović-Njegos de Montenegro
- 18 de maio de 1897 - 28 de agosto de 1910: Sua Alteza a princesa Ana de Battenberg
- 28 de agosto de 1910 - 22 de abril de 1971: Sua Alteza Real a Princesa Ana de Battenberg